# 34405 Caitlinshearer
34405 Caitlinshearer este o planetă minoră (asteroid) din centura de asteroizi. A fost descoperită pe 2 septembrie 2000 la Stația Anderson Mesa de Lowell Observatory Near-Earth-Object Search. 
Obiectul prezintă o orbită caracterizată de o semiaxă mare de 2,6205406 UAi, o excentricitate de 0,09, o înclinație de 8,21175 ° în raport cu ecliptica.